# That’s the Spirit
That’s the Spirit (рус. Так держать; досл.: «Вот это дух») — пятый студийный альбом британской рок-группы Bring Me the Horizon, выпущенный 11 сентября 2015 года, отмечает отход от металкор звучания группы в сторону альтернативного рока.
Альбом принёс самый большой успех группе на сегодняшний день; альбом дебютировал на первом месте в чартах Австралии и Канады, и на втором месте — в Великобритании (UK Albums Chart) и в США (Billboard 200). Альбом получил всеобщее признание от музыкальных критиков.

## Об альбоме
Группа начала делать тизер альбома в конце июня, когда группа начала рекламировать изображения символа зонтика, всё в форме татуировок, наклеек и плакатов, размещённых вокруг Англии, которые позже будут показаны в качестве рекламного символа для первого сингла альбома. Позднее группа выпустила короткое видео в начале июля, где слова «That’s the Spirit» говорили в обратном порядке. 13 июля группа объявила, что покинула свой предыдущий лейбл Epitaph Records и полностью подписала контракт с дочерними компаниями Sony Music, RCA и Columbia.
В интервью NME вокалист Оливер Сайкс подтвердил название альбома That’s the Spirit, а также упомянул несколько названий песен, таких как «True Friends», «Avalanche», «Throne» и «Blasphemy».

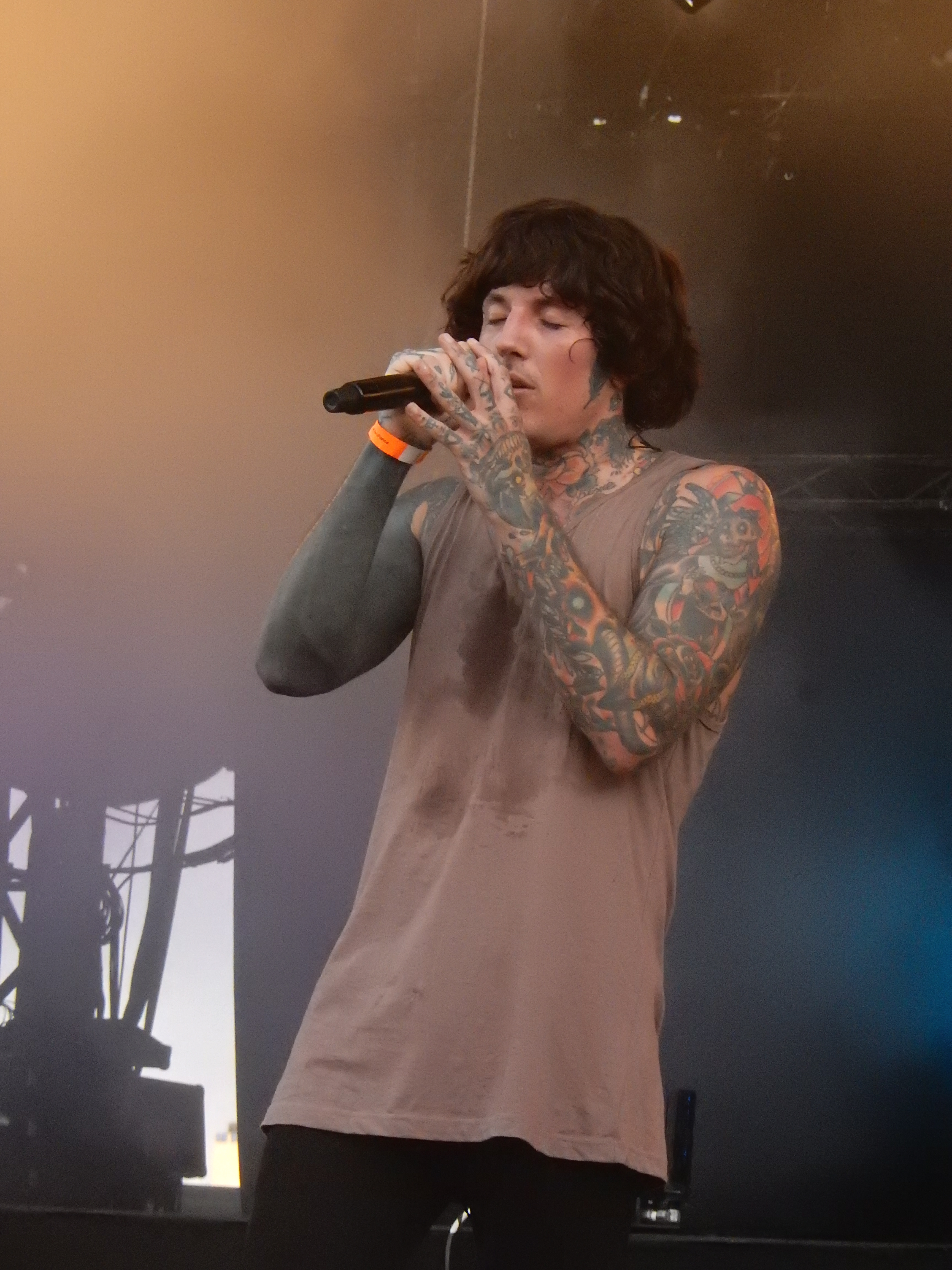
Оливер Сайкс во время живого выступления группы в 2016 году

Клавишник Джордан Фиш совместно с Оливером Сайксом сыграли роль продюсеров, посчитав, что посторонний продюсер им не нужен. Группа также наняла личного тренера по фитнесу во время записи альбома.
В интервью NME Оливер сказал, что альбом представляет собой свободный концептуальный альбом о более тёмных тонах жизни, таких как депрессия и способ осветить его. Он привёл такие альтернативные рок-группы, как Jane's Addiction, Panic! at the Disco, Interpol и Radiohead в качестве вдохновения в написании альбома. Джон Видерхорн из Rolling Stone заявил, что альбом отмечает изменение для Bring Me the Horizon от звука, «бесспорно укорененного в металле», до «звука, полного динамики прилива и отлива, вдохновленного инди-роком, альтернативной музыкой и поп-музыкой» в «эволюцию от искусного металкора до кинематографического поп-рока» и что это больше похоже на Muse и Linkin Park, чем на Metallica и Lamb of God. Точно так же Дэниел Фурнари из Blunt Magazine предположил, что «That’s the Spirit показывает, что Bring Me the Horizon продвигаются всё дальше, чем когда-либо, с коллекцией стандартных альт-рок-гимнов стадиона, более подходящих для Гластонбери, чем Warped Tour… Возможно, в первый раз, Bring Me the Horizon выпустили запись без каких-либо возвратов в дни Suicide Season из-за возмутительных звонов моша и оскорбительного безумного риффа». Благодаря характеристике электронной музыке, альбом выражен в жанрах электроник-рок, альтернативный рок и альтернативный метал несколькими онлайн-платформами, такими как AllMusic, Toronto Sun и Blunt Magazine. Стиль альбома также был описан как поп-рок некоторыми музыкальными критиками. Такие сайты, как The Guardian и St. Cloud Times, описали его направление как нью-метал.

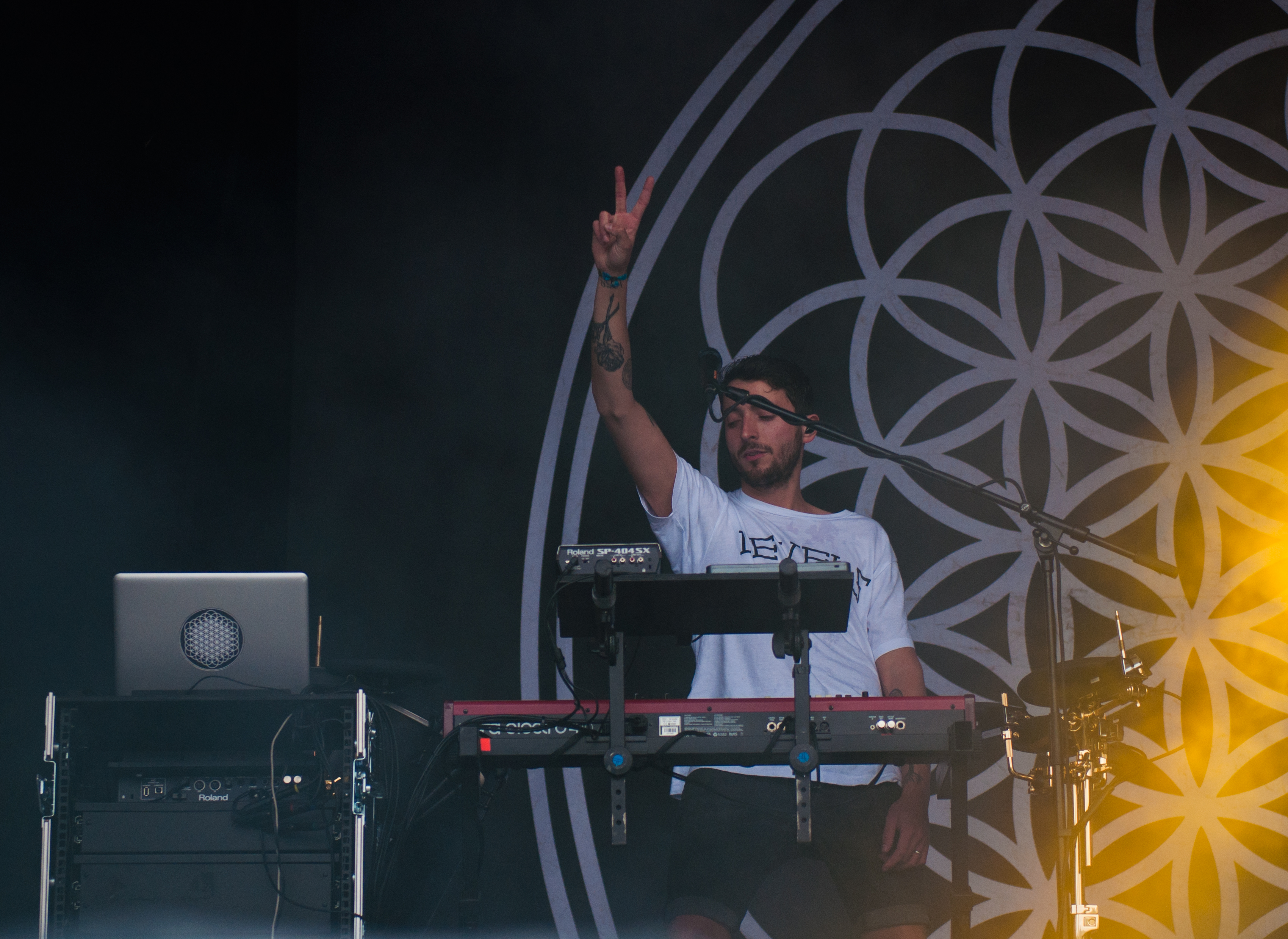
Джордан Фиш во время живого выступления группы в 2014 году.

## Выпуск и продвижение
Первый сингл «Drown» группы с грядущего альбома был выпущен 21 октября 2014 года. Следующим был выпущен сингл «Happy Song» 13 июля 2015 года. Третий сингл — «Throne», который сопровождался музыкальным видео и официальным объявлением трека и обложки альбома. Джордан Фиш объясняет, что «Throne» отражает текущее состояние ума группы как в музыкальном, так и в эмоциональном плане, и говорит, что это была одна из самых прямых песен, которую они записали, но почувствовала, что это был очевидный выбор для одного из-за его Немедленного броска и уровня энергии.
«True Friends» был выпущен в виде сингла 22 августа одновременно с видеоклипом с сопровождающимся текстом песни. Он также был выпущен в виде 7-дюймового винила в ограниченных тиражах. Премьера видеоклипа на песню «Follow You» состоялась 16 марта 2016 года на канале Vevo. Режиссёрами клипа стали Фрэнк Борин и Оливер Сайкс. 26 февраля 2016 года он также был выпущен ограниченным тиражом в виде 7-дюймовой пластинки. «Avalanche» был выпущен в виде сингла 23 июня 2016 года, впервые была сыграна на BBC Radio 1 в выходные. Также для песни был снят видеоклип. «Oh No» был выпущен в качестве последнего сингла с альбома «That’s the Spirit» 18 ноября 2016 года в отредактированной радио версии. Видеоклип песни снял Исаак Истгейт, премьера клипа состоялась на сайте Rolling Stones 3 ноября 2016 года

## Критика
После выхода альбом получил преимущественно положительные отзывы критиков. Даниэль Фурнари, рецензент журнала Blunt Magazine, оценил новый вокал Оливера в That’s the Spirit, отметив, что при прослушивании создаётся впечатление многолетнего опыта за плечами Оливера в таком жанре. Энди Биддульф из Rock Sound сказал, что альбом звучит бесподобно и что им удалось создать необыкновенную и редкую в своём роде атмосферную музыку, используя синтезатор и прочие инструменты, сравнивая их с группами на манер Linkin Park.

## Список композиций
Информация о треклисте была опубликована 23 июля 2015.
| №                   | Название                        | Длительность |
| ------------------- | ------------------------------- | ------------ |
| 1.                  | «Doomed»                        | 4:34         |
| 2.                  | «Happy Song»                    | 3:59         |
| 3.                  | «Throne»                        | 3:11         |
| 4.                  | «True Friends»                  | 3:52         |
| 5.                  | «Follow You»                    | 3:51         |
| 6.                  | «What You Need»                 | 4:11         |
| 7.                  | «Avalanche»                     | 4:22         |
| 8.                  | «Run»                           | 3:42         |
| 9.                  | «Drown» (перезаписанная версия) | 3:42         |
| 10.                 | «Blasphemy»                     | 4:35         |
| 11.                 | «Oh No»                         | 5:00         |
| Общая длительность: | Общая длительность:             | 44:59        |

## Участники записи
Bring Me The Horizon
- Оливер Сайкс — вокал, продакшн, вокальный продакшн
- Ли Малиа — гитары
- Мэтт Кин — бас-гитара
- Мэтт Николлс — ударные, перкуссия
- Джордан Фиш — клавишные, программирование, перкуссия, бэк-вокал, инжиниринг, продакшн

## Чарты и сертификации

### Чарты
| Чарт (2015)                         | Позиция |
| ----------------------------------- | ------- |
| Австралия (ARIA)                    | 1       |
| Австрия (Ö3 Austria)                | 4       |
| Бельгия/Фландрия (Ultratop)         | 5       |
| Бельгия/Валлония (Ultratop)         | 21      |
| Канада (Canadian Albums Chart)      | 1       |
| Дания (Hitlisten)                   | 31      |
| Нидерланды (Album Top 100)          | 5       |
| Финляндия (Suomen virallinen lista) | 9       |
| Франция (SNEP)                      | 30      |
| Ирландия (IRMA)                     | 4       |
| Италия (Classifica album)           | 17      |
| Япония (Oricon)                     | 53      |
| Новая Зеландия (RMNZ)               | 2       |
| Норвегия (VG-lista)                 | 8       |
| Португалия (AFP)                    | 18      |
| Швеция (Sverigetopplistan)          | 3       |
| Швейцария (Schweizer Hitparade)     | 8       |
| Великобритания (UK Albums Chart)    | 2       |
| США (Billboard 200)                 | 2       |

### Сертификации
| Регион               | Сертификация | Продажи |
| -------------------- | ------------ | ------- |
| Великобритания (BPI) | Платиновый   | 300 000 |